# Jörg Zwicker
Jörg Zwicker (* 6. Mai 1969 in Judenburg) ist ein österreichischer Cellist, Dirigent, Musikpädagoge, Mediator, Mentaltrainer und Vortragender.

## Leben
Zwicker wuchs in der Nähe von Graz auf. Seine Eltern waren Musikpädagogen. Er maturierte am Musikgymnasium Graz, studierte aber bereits parallel an der damaligen Musikhochschule Graz Konzertfach Violoncello bei Hildgund Posch. Weitere wichtige Lehrer in dieser Zeit waren Kurt Neuhauser, Ernst Knava, Helmut Gugerbauer und Max Engel.
Bereits als 20-Jähriger schloss Zwicker sein Konzertfachstudium für Violoncello mit dem Diplom ab. Durch seinen Lehrer und Freund Kurt Neuhauser begann er im Alter von 15 Jahren sich intensiv mit Aufführungspraxis Alter Musik zu befassen. Als Schüler von Nikolaus Harnoncourt gründete er 1985 sein erstes Ensemble für Alte Musik, Musica Antiqua Graz, aus welchem 1992 das professionelle Barockorchester Capella Leopoldina hervorging. Er absolvierte 1991 bis 1995 Spezialstudien für Aufführungspraxis Alter Musik und Barockcello bei Jaap ter Linden am Koninklijk Conservatorium Den Haag, Niederlande, Christophe Coin an der Schola Cantorum Basiliensis, Schweiz, sowie Viola da Gamba bei José Vazquez an der Musikuniversität Wien, Österreich.  Seit 1995 leitet er eine Klasse für Barockcello an der Konservatorium Wien Privatuniversität und ist Senior Lecturer für Violoncello, Didaktik, Kammermusik und Ensembleleitung an der Musikuniversität Graz. 2021 wurde er Universitäts-Professor an der Musik und Kunst Privatuniversität Wien. 
Zwicker ist Mitglied zahlreicher weiterer Spezialensembles für Alte Musik (Saitsiing, ensemble amarena u. a.) und arbeitete mit Dirigenten wie Nikolaus Harnoncourt, Bart und Sigiswald Kuijken, Eric Ericson, Marc Minkowski, Erwin Ortner, Konrad Junghänel, Johannes Prinz, Howard Arman, Fabio Luisi zusammen. Seine musikalische Arbeit ist in über 50 CD-Produktionen und zahlreichen Rundfunk- und Fernsehaufnahmen dokumentiert. Als Cellist, Dirigent, Kursleiter und Vortragender gastierte er in ganz Europa, den USA, der ehemaligen Sowjetunion und Indien.
Jörg Zwicker ist staatlich geprüfter Bergführer (1993). 1999–2012 war er Sachverständiger für Reptilien (Schwerpunkt Artenschutz und Krokodile); in dieser Funktion erstellte er Gerichtsgutachten, war Expeditionsleiter in bei Artenschutzprojekten in Südamerika, produzierte Naturdokumentationen für Fernsehsender, hielt Vorträge und arbeitete bei WWF-Projekten mit.
2011–13 absolvierte er eine Ausbildung zum Diplomierten Mediator nach Zivilrechtsmediationsgesetz, seither ist er als Konflikthelfer/Mediator im Bereich Wirtschaft, Nachbarschaft und Familie tätig. 2014 folgten die Ausbildung zum zertifizierten Fachtrainer sowie zum Dipl. Mentaltrainer, Sportmentaltrainer, Feuerlauftrainer, Dipl. Neuro- und Biofeedbacktrainer, EFT-Practicioner, wingwave®-Coach und Neuroathletik-Trainer.
Zwicker hält Vorträge und Seminare zu den Fachgebieten Bühnenpräsenz, Präsentation, Moderation, Kommunikation und Körpersprache in ganz Europa. Als Mentaltrainer coacht er speziell Musiker und Leistungssportler.
Jörg Zwicker ist verheiratet und hat drei Kinder. Er lebt mit seiner Familie in Rein bei Graz.